# Anotylus petzi
Anotylus petzi är en skalbaggsart som först beskrevs av Max Bernhauer 1914.  Anotylus petzi ingår i släktet Anotylus, och familjen kortvingar. Enligt den svenska rödlistan är arten otillräckligt studerad i Sverige. Arten förekommer i Götaland. Artens livsmiljö är jordbrukslandskap.